# Перехожа
Пере́хожа — деревня в Струго-Красненском районе Псковской области России. Входит в состав Марьинской волости.

## География
Находится на северо-востоке региона, в центральной части района, в лесной местности, вблизи руч.
Мельничный на горе высотой 162,4 м.
Уличная сеть не развита.

## История
Первое упоминание — 1498 год. В списках селений Щирского погоста Шелонской пятины упоминалась деревня Перехода.
В источнике 1748 года уже называется деревня Перехожа Щирского погоста; а в документе 1786 года оба назания — имение подполковника Ефима Михайловича Назимова Перехода (Перехожа) Лужского уезда.
До прихода советской власти — имение.
В 1918-28 годах центр Перехожского сельсовета, входящего до 1923 года в Яблонецкую волость, в 1923-27 гг. — в Струго-Красненскую волость Лужского уезда.
В 1941—1944 гг. деревня находилась под фашистской оккупацией войсками Гитлеровской Германии. 3 декабря 1943 года деревню Перехожа сожгли фашисты.
С 1995 года входит в состав Марьинской волости.

## Население
| 2001 | 2002 | 2010 | 2011 |
| ---- | ---- | ---- | ---- |
| 22   | →22  | ↘18  | ↗31  |

## Инфраструктура
экономика
В 1930-37 действовал колхоз имени Бубнова, в 1937-41 и 1944-50 годах — колхоз «Пламя».
В 1950-58 годах деревня стала центром укрупнённого колхоза «Пламя». В 1958—1991 годах -
отделение Перехожа, бригада Перехожа совхоза «Авангард». Действовала ферма по выращиванию
молодняка КРС, молочнотоварная ферма.
образование
Перехожское земское училище (1905, 1911), Перехожская школа I ступени (1927), Перехожская начальная школа (1950, 1956).
культура
Перехожский сельский клуб (1941, 1958-78). Перехожская сельская библиотека (1958).

## Транспорт
Деревня доступна по просёлочным дорогам.